# Họ A tràng
Họ A tràng (danh pháp khoa học: Dichapetalaceae) là một họ thực vật hạt kín, bao gồm 3 chi và khoảng 165-200 loài. Các thành viên trong họ này là cây gỗ, cây bụi hay dây leo sinh sống trong khu vực nhiệt đới và cận nhiệt đới trên khắp thế giới. Lá đơn mọc so le hay vòng, có lá kèm. Hoa lưỡng tính hay đơn tính cùng gốc, mẫu 4 hay 5. Quả hạch chứa 1 hạt.
Họ Dichapetalaceae từng được đặt trong bộ Celastrales (Cronquist, 1981) và Euphorbiales (Takhtadjan, 1997).

## Các chi
- Dichapetalum (bao gồm cả Icacinopsis): Khoảng 130 loài a tràng. Tại Việt Nam ghi nhận sự có mặt của khoảng 6 loài. Thường rất độc do chứa axít fluoroacetic (FCH2COOH).
- Stephanopodium
- Tapura (bao gồm cả Gonypetalum)